# Тикстон, Уилл
Уи́льям «Уилл» Ти́кстон (англ. William Theakston; 4 октября 1984,  Великобритания) — английский актёр.

## Биография
Уильям Тикстон родился 4 октября 1984 года в  Великобритании.
Уилл дебютировал в кино в 1999 году, сыграв роль астматика в фильме «Убийство Джо». В 2000—2001 года Тиксон играл роль Родди Оливера в телесериале «Охотник за призраками». В 2001 году он сыграл свою самую известную роль — Теренса Хиггса, ловца команды "Слизерин", в фильме «Гарри Поттер и философский камень». В 2002 году сыграл свою 4-ю и последнюю роль — Уилла в телесериале «Сэр Гадабот: худший рыцарь на Земле».

## Фильмография
| Год       |   | Русское название                    | Оригинальное название                      | Роль         |
| --------- | - | ----------------------------------- | ------------------------------------------ | ------------ |
| 1999      | ф | Убийство Джо                        | Killing Joe                                | астматик     |
| 2000—2001 | с | Охотник за призраками               | The Ghost Hunter                           | Родди Оливер |
| 2001      | ф | Гарри Поттер и философский камень   | Harry Potter and the Sorcerer's Stone      | Теренс Хиггс |
| 2002      | с | Сэр Гадабот: худший рыцарь на Земле | Sir Gadabout: The Worst Knight in the Land | Уилл         |